# Woudmeer
Woudmeer is een polder en buurtschap in de gemeente Schagen, in de provincie Noord-Holland. Een klein deel van de polder is gelegen in de gemeente Langedijk. Ter onderscheiding van de buurtschap en het vroegere gelijknamige meer wordt de polder ook Polder de Woudmeer, Woudmeerpolder of De Woudmeer genoemd.
Woudmeer is gelegen ten zuidoosten van Dirkshorn, ten westen van Slootgaard en ten noorden van Oudkarspel. Woudmeer was lang een moerasmeer met een bos, waar de naam Woudmeer ook vandaan komt. In de loop van de tijd is het meer deels wat dieper geworden en deels wat droger. Het meer was gelegen in een zeer groot gebied dat bestond uit moerasmeren en- -land. In de 17e eeuw werd Woudmeer net als de omringende meren geheel ingepolderd. In 1635 werd het Woudmeer dat dan 222 hectare groot was drooggelegd. Het is hierna dat de landbouw en diens bewoning volgde. Er ontstond zo een eigen poldergemeenschap.
Een echte kern van bewoning ontstond niet meteen maar uiteindelijk ontstonden aan en op de westelijke rand van de polder twee kleine buurtschappen. De Banne en De Dijken. Deze zijn in de 20e eeuw uitgegroeid tot industrieterreinen, met enige bewoning. Het is ook in die eeuw dat Oudkarspel een klein deeltje van de polder innam voor de nieuwe bewoning. De rest van de polder wordt als een gemeenschap gezien. Soms wordt het naastgelegen Speketerspolder tot de buurtschap gerekend maar deze valt eigenlijk direct onder het dorp Waarland terwijl de Woudmeer zelf formeel onder Dirkshorn valt. Een deeltje van de polder is een natuurgebied geworden na een waterbergingsproject. Door dit gebied loopt ook wandelpad.
Burgerbrug · Burgervlotbrug · Callantsoog · Dirkshorn · Eenigenburg · Groenveld · Groote Keeten · Krabbendam · Oudesluis · Petten · 't Rijpje · Schagen · Schagerbrug · Schoorldam (deels) · Sint Maarten · Sint Maartensbrug · Sint Maartensvlotbrug · Stroet · Tjallewal · Tolke (deels) · Tuitjenhorn · Valkkoog · Waarland · Warmenhuizen · 't Zand

Buurtschappen: Abbestede · Avendorp · Bliekenbos · 't Buurtje · De Banne · Burghorn · Cornelissenwerf · Dijkstaal · Grootven · Grotewal · Het Korfwater · De Hale · Hemkewerf · Huiskebuurt · Kalverdijk · Keinse · Keinsmerbrug · Kerkbuurt · Lagedijk · Leihoek · Mennonietenbuurt · Nes · Schagerwaard · Sint Maartenszee · Slootgaard · De Stolpen · Stolpervlotbrug · Vennik (deels) · 't Wad · De Weel (deels) · Woudmeer · Zijbelhuizen · Zijpersluis